# NANJCOIN
NANJCOIN（ナンジェーコイン、ナンジェイコイン）とは、かつて存在した、2018年2月に発行されたイーサリアムトークン（暗号通貨）である。様々なスポーツ分野での決済手段や、選手やチームに対する寄付の手段としての活用を目指して運営がおこなわれていた。